# 阿爾巴諾·奧利維蒂
阿爾巴諾·奧利維蒂（義大利語：Albano Olivetti，1991年11月24日—）是一位法國職業網球運動員。曾在2024年BMW网球公开赛上贏得雙打冠軍。

## 外部連結
- 阿爾巴諾·奧利維蒂（英文/西班牙文）的官方資料
- 阿爾巴諾·奧利維蒂的國際網球總會 職業／青少年 官方資料（英文）
- 阿爾巴諾·奧利維蒂的官方資料（英文）